# جایزه چیروی‌یا
جایزه چیروِی‌یا (کاتالونیایی: Premi Xirivella) نام جایزه‌ای که شهرِ کوچک «چیروی‌یا» آن را برای قدردانی از شهروندان برجستهٔ خود اهدا می‌کند.
شهرداری این شهر در زمان مقرر، مراسمی برپا می‌کند و ضمن برشمردن موفقیت‌های شهروندان خود، جایزه را در سه شاخه (اشخاص حقیقی، شرکت‌ها یا انجمن‌های مدنی) اهدا می‌کند. جایزه مشتمل بر «نشان زرین» این شهر است.
در سال ۲۰۰۸ میلادی، این جایزه به «بیسنت خ. مارتینس» استاد کیهان‌شناسی دانشگاه والنسیا تعلق گرفت.